# Joey Travolta

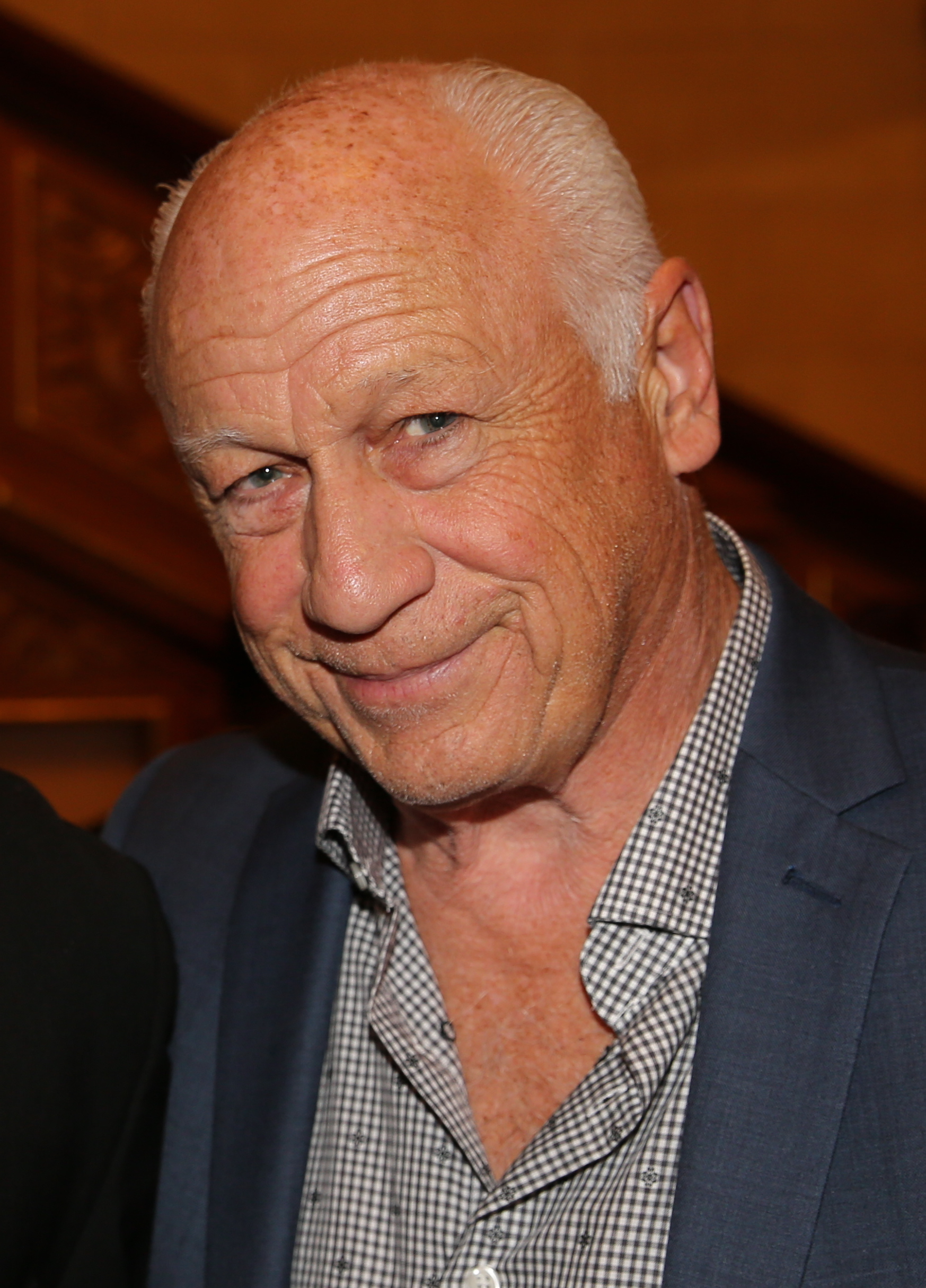
Joey Travolta (2018)

Joey Travolta (* 14. Oktober 1950 in Englewood, New Jersey) ist ein US-amerikanischer Schauspieler, Filmproduzent, Regisseur und  Sänger. Er ist der ältere Bruder von John Travolta.

## Leben
Joey Travolta wurde 1950 als eines von sechs Kindern des Ehepaares Salvatore „Sam“ Travolta (1912–1995) und Helen Cecilia Travolta (1912–1978) geboren. Seine Geschwister Ellen, Sam Jr., Margaret, Ann und John Travolta schlugen alle Karrieren in der Filmbranche ein.
Travolta gab sein Schauspieldebüt 1979 in dem Film Street Gangs – Kampf um Leben und Tod. Seither ist er vor allem in Filmproduktionen zu sehen, gelegentlich aber auch in Fernsehserien. Im Jahr 1994 gab Travolta mit Vegas Vice sein Regiedebüt, an dessen Drehbuch er auch beteiligt war. Ein Jahr zuvor hatte er bereits die Story zum Film Da Vinci’s War – In den Fängen der CIA geschrieben. Es folgten Regiearbeiten zu den verschiedensten Genres, allesamt B-Filme. Seit dem Jahr 1990 ist er auch als Produzent im Filmgeschäft tätig, wobei er vielfach als sein eigener Produzent agiert. Er arbeitete mit bekannten B-Film-Darstellern wie C. Thomas Howell, Casper van Dien und Michael Madsen zusammen.
Travolta ist seit 1980 mit Wendy Shawn, einer Tochter des Schauspielers Dick Shawn, verheiratet. Aus der Beziehung ging eine Tochter hervor.

## Filmografie (Auswahl)
Schauspieler
- 1979: Street Gangs – Kampf um Leben und Tod (Sunnyside)
- 1980: Ein Turbo räumt den Highway auf (Car Crash)
- 1983: The Prodigal
- 1986: Hollywood Cop
- 1986: Hunter’s Blood – Gehetzt, gejagt, getötet (Hunter’s Blood)
- 1987: Alle nennen mich Bruce (They Still Call Me Bruce)
- 1989: Ghost Writer
- 1990: Sinners
- 1990: Night of the Wilding
- 1990: American Born
- 1990: Wilding – Bande der Gewalt (Wilding)
- 1991: Oscar – Vom Regen in die Traufe (Oscar)
- 1993: Da Vinci's War – In den Fängen der CIA (Da Vinci's War)
- 1993: Beach Babes from Beyond
- 1993: No Exit (No Escape No Return)
- 1994: Beverly Hills Cop III
- 1995: To the Limit – Zur richtigen Zeit am richtigen Ort (To the Limit)
- 1995: The Last Game
- 1996: Vendetta
- 1996: Dangerous Cargo
- 1997: Dumb Luck in Vegas
- 1998: Susan’s Plan
- 1999: The Basket
- 2000: Ein Apartment zum Verlieben (If You Only Knew)
- 2001: Nailed
- 2004: A Lousy 10 Grand

Regisseur
- 1994: Vegas Vice
- 1996: Navajo Blues
- 1996: Im Auftrag des Planeten Nerva (Earth Minus Zero)
- 1997: Below the Law – Nur der Tod ist Zeuge (Laws of Deception)
- 1997: Dumb Luck in Vegas
- 1997: Matter Of Trust
- 1998: Mel
- 1999: Roadblock (Detour)
- 2000: Trust Nobody (Partners, Fernsehfilm)
- 2000: Enemies of Laughter
- 2002: The House Next Door
- 2004: Arizona Summer
- 2006: Final Move
- 2006: Waitin' to Live
- 2019: Carol of the Bells

## Diskografie
Alben
- 1978: Joey Travolta (Millennium)
- 1979: I Can't Forget You (Casablanca)
- 1984: Hold On (Sugar Hill Records)

Singles
- 1978: I Don't Wanna Go / Where Do We Go From Here (RCA Victor)
- 1978: If This Is Love (Millennium)
- 1978: I'd Rather Leave While I'm In Love (RCA Victor)
- 1979: I Can't Forget You (Casablanca)
- 1979: The Magic Is You (RCA)